# نهنگ خلبان
نهنگ‌ راهنما به اعضای سرده گوی‌سرها از میان آب‌بازسانان گفته می‌شود. نام این سرده (Globicephala) از دو واژه لاتین globi به معنای گوی و بالن و cephala به معنای سر می‌آید. این سرده شامل دو گونه زیر است:
- نهنگ خلبان باله‌بلند، Globicephala melas
- نهنگ خلبان باله‌کوتاه، Globicephala macrorhynchus

این جانوران گونه‌ای دلفین هستند و به دلیل جثه به نسبت بزرگشان با نام نهنگ خوانده می‌شوند. طول این دو میان ۵ تا ۷ متر است و وزنی برابر ۱ تا ۳ تا تن دارند. به دلیل بزرگ بودن بخش melon در سر این جانوران، سر آن‌ها شکلی گرد به خود گرفته است.